# Дом-музей Мартироса Сарьяна
Дом-музей Мартироса Сарьяна (арм. Մարտիրոս Սարյանի տուն-թանգարան) — учреждение культуры, находится в Ереване, улица Сарьяна, д. 3.

## Экспозиция
Коллекция музея включает картины, документы, личные вещи, относящиеся к жизни и творчеству известного армянского советского художника Мартироса Сарьяна (1880—1972). Основой художественной коллекции стали 50 произведений, подаренных самим Сарьяном.

## История
Музей был основан по специальному постановлению правительства Армянской ССР 26 ноября 1967 года ещё при жизни художника. Здания для музея строились поэтапно — двухэтажный дом, где художник жил и работал в 1932—1972 годах, был построен ещё по проекту архитектора Александра Таманяна. Трёхэтажная галерея была пристроена к дому при организации музея, в 1967 году. Автор проекта галереи — Марк Григорян.
Первым директором Дома-музея стал сын художника, композитор Лазарь Сарьян, осуществивший руководство строительством музейного здания. С 1967 по 2005 годы музей возглавлял искусствовед Шаэн Хачатрян, с 2003 по 2004 год — Люся Мирзоян, до того заведующая фондами музея. С 2004 года директор музея внучка художника, кандидат филологических наук Рузана Сарьян.